# K3 Vriendenboek
K3 Vriendenboek is een achtdelige televisieserie over meidengroep K3, uitgegeven door Studio 100. De serie werd gemaakt als aanvullende promotie voor een uitgebrachte single. In acht afleveringen ging het trio op pad met vrienden uit hun vriendenboek.

## Serie
Alle afleveringen werden op 13 oktober 2022 aangeboden via Studio 100 GO. Vanaf 15 oktober werd de serie in acht weken uitgezonden op NPO Zappelin en vanaf 19 november dat jaar op zaterdag en zondag op VTM Kids.

## Verhaal
Julia, Marthe en Hanne komen via hun vriendenboek de lievelingszaken van kinderen te weten en gaan die uittesten met hen. De onderwerpen variëren van favoriete sporten, eten en toekomstwensen tot uitdagingen en mooie plaatsen. De zangeressen geven hun bevindingen door aan elkaar en het kijkerspubliek.

## Rolverdeling
- Julia Boschman
- Marthe De Pillecyn
- Hanne Verbruggen

## Afleveringen
| Afleveringsnr. | Titel                   | Uitzenddatum NL op NPO Zappelin | Uitzenddatum BE op VTM Kids |
| -------------- | ----------------------- | ------------------------------- | --------------------------- |
| 1              | Zeemeermin voor één dag | 15 oktober 2022                 | 19 november 2022            |
| 2              | Opgeruimd staat netjes  | 22 oktober 2022                 | 20 november 2022            |
| 3              | Droomboomhut            | 29 oktober 2022                 | 26 november 2022            |
| 4              | Generale repetitie      | 5 november 2022                 | 27 november 2022            |
| 5              | Misbaksel               | 12 november 2022                | 3 december 2022             |
| 6              | Chocolade unicorn       | 19 november 2022                | 4 december 2022             |
| 7              | Hondensport             | 26 november 2022                | 10 december 2022            |
| 8              | Voetbalgekte            | 3 december 2022                 | 11 december 2022            |